# Alca olsoni
Alca olsoni är en utdöd fågel i familjen alkor inom ordningen vadarfåglar.